# Pont d'Heuvy
Le pont d'Heuvy est un pont enjambant le boulevard de Merckem, les lignes de chemin de fer 162 Bruxelles-Luxembourg, 130 Namur-Charleroi, ainsi que l'ex-ligne 142 Namur-Tirlemont (transformée en Réseau RAVeL) à Namur.